# 千葉県立松戸馬橋高等学校
千葉県立松戸馬橋高等学校（ちばけんりつ まつどまばしこうとうがっこう）は、千葉県松戸市旭町一丁目にある県立高等学校。通称・略称は「馬高」（うまこう）。創立当初から数年間は茶色い制服だったが、後に現在と同じグレーの制服に変更された。学年カラーがある（赤、緑、青）。

## 設置学科
- 普通科

## 最寄り駅
- JR東日本常磐緩行線・流鉄流山線馬橋駅下車、徒歩17分、バス路線も複数有。

## 沿革
- 1980年（昭和55年）4月 - 開校

## 学校行事
- 天馬祭（文化の部、体育の部）

## 学校周辺
- 松戸市立旭町小学校
- 松戸市立旭町中学校

## 校風・その他
オーストラリアに姉妹高校タウンズビル高校があり、国際交流も盛んに行っている。

### 校訓
- “まこと”（真理・真事・真言）をつくせ
- 自己の限界に挑戦せよ
- 良き国際人となれ

## 著名な出身者
- 筒井孝（元プロ野球選手）
- 鈴木香（柔道家）
- 藤本哲子（柔道家）
- 山田真由美（柔道家）
- 柳家花飛（落語家）
- 松丸ほるもん（お笑い芸人）

## 交通アクセス
- JR馬橋駅より、徒歩約20分（経路案内）
- 京成バス「馬橋高校」バス停より、徒歩0分